# Musée de la villa Guinigi de Lucques
Le musée de la villa Guinigi de Lucques (Museo Nazionale Guinigi) est un des musées de la ville de Lucques en Toscane, situé dans une villa de la famille Guinigi.

## Histoire
La villa qui héberge le musée fut construite par Paolo Guinigi, Signore di Lucca, autour de 1413. À l'origine en dehors des fortifications de la ville (mura di Lucca) du Duecento, elle fut englobée dans ses extensions suivantes. Elle présente un corps allongé avec des loggias à arches et colonnes.
En 1430, elle fut acquise par la république lucquoise et agrandie.
En 1924, la villa est transformée en musée civique, le musée de la villa Guinigi de Lucques qui est officiellement inauguré le 13 septembre 1924. Sa fonction est essentiellement de stocker les œuvres ne trouvant plus d'espace dans la pinacothèque du Palazzo Ducale. En 1948, la municipalité cède la villa à l'État qui l'inaugure comme musée national en 1968.

## Collections

### Vestiges antiques
Collections préhistorique, étrusque et romaine du rez-de-chaussée :
- Vestiges étrusques provenant d'une nécropole (découverte en 1982)
- Vestiges romains des habitations lucquoises.

### Art du Moyen Âge, de la Renaissance et du Baroque
Collections d'art de peintres lucquois et étrangers du Moyen Âge au XVIIIe siècle, sculptures, vaisselle - art sacré et profane (étages supérieurs) : 
- Crucifix peint de Berlinghiero Berlinghieri,
- Crocifissione fra i santi Caterina e Giulio de Guido Reni,
- Pietà de Matteo Civitali (en),
- Dio Padre fra santa Maria Maddalena e santa Caterina da Siena de Fra Bartolomeo (1508),
- Madonna della Misericordia de Fra Bartolomeo, préalablement dans l'église San Romano,
- Madonna con Bambino e Santi de Amico Aspertini,
- Estasi di santa Caterina da Siena de Pompeo Batoni (1743),
- Immaculée Conception, Saint Eustache et Saint Biagio de Vasari.
- Assomption de la Vierge de Zacchia di Antonio da Vezzano (1527)

### Instruments scientifiques
- Instruments médicaux provenant de l'ancien Ospedale di San Luca,
- Instruments scientifiques des Settecento et Ottocento.

## Expositions
- 3 avril - 11 juillet 2004 : Matteo Civitali et son temps, peintres, sculpteurs et orfèvres à Lucques à la fin du XVe siècle[2]

## Galerie

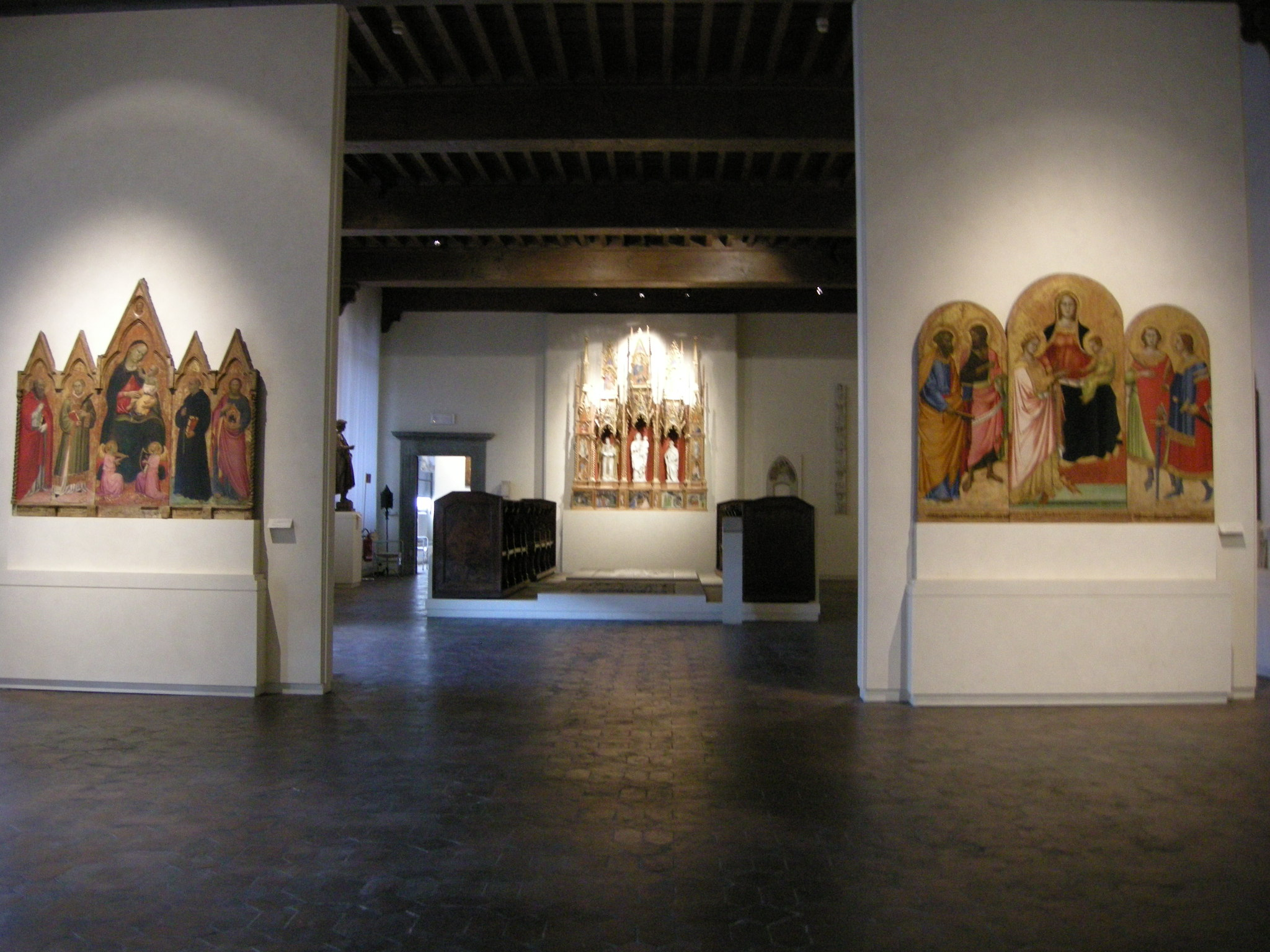
Salle d'art sacré (Priamo Della Quercia et Angelo Puccinelli).
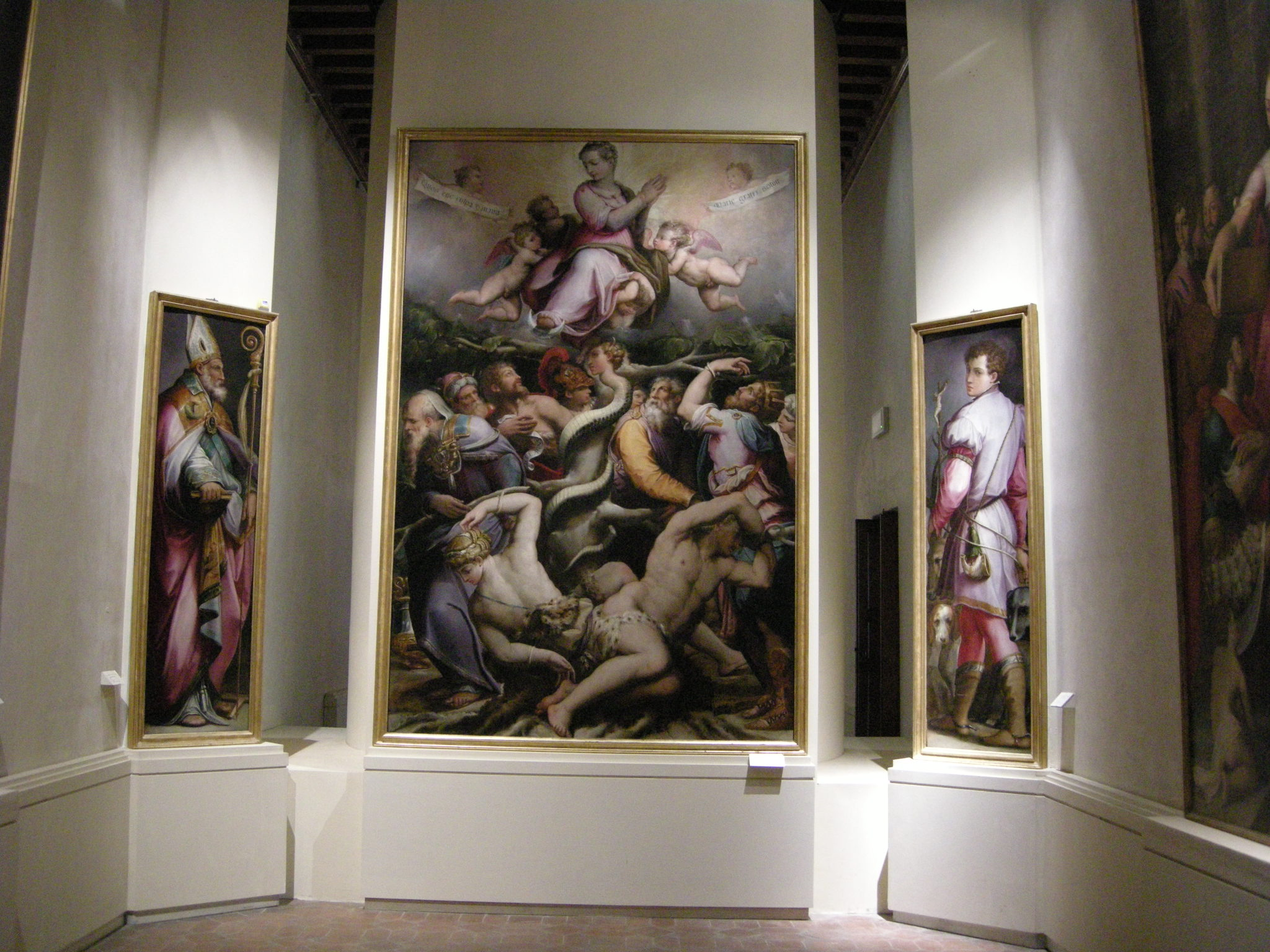
Immaculée Conception, Saint Eustache et Saint Biagio de Vasari.
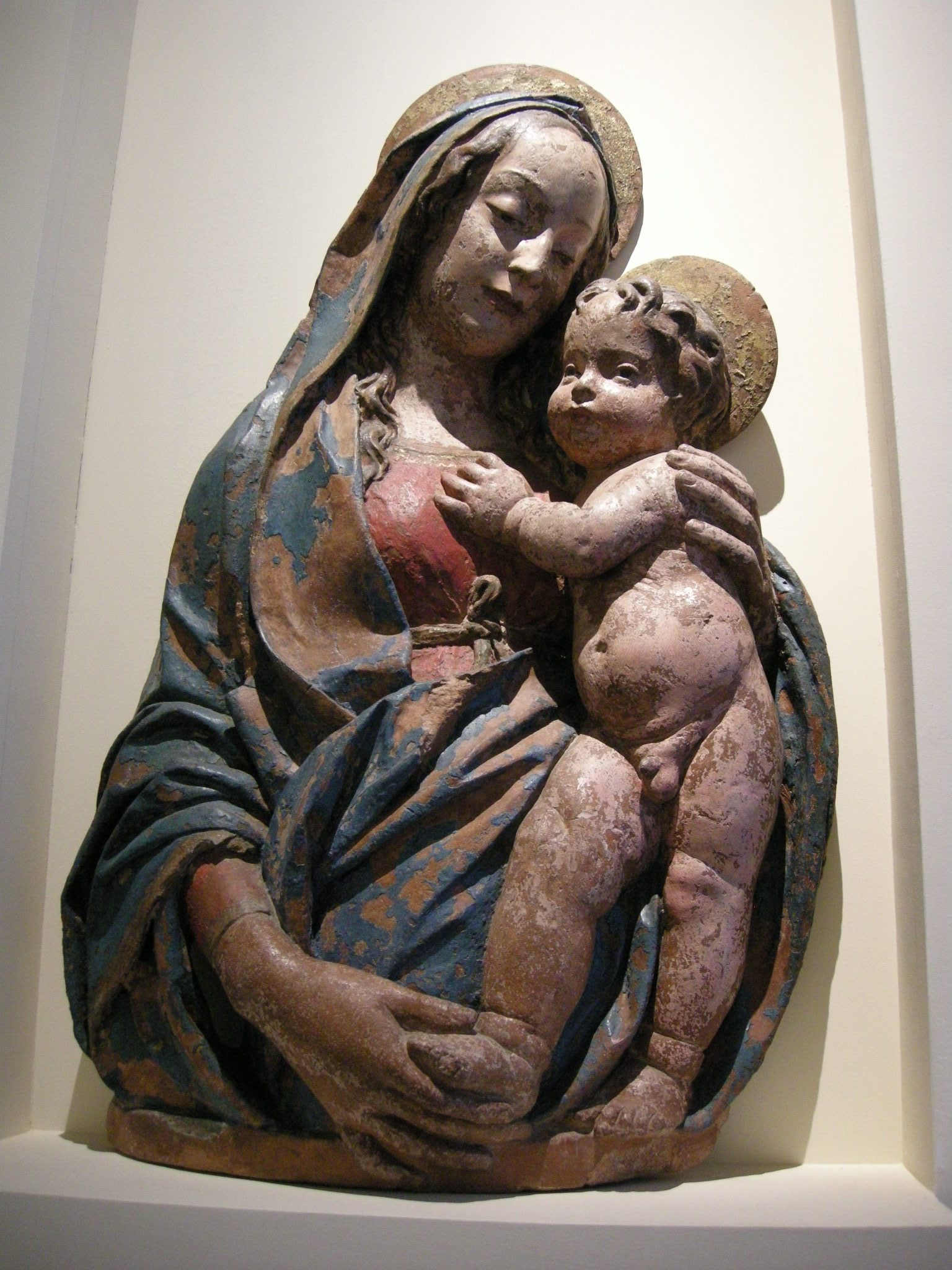
Madone en bois peint de Matteo Civitali.